# Juan Granell
Juan Granell Acosta (Los Santos de Maimona, Badajoz, 1919 - Valencia, 1989) fue un locutor de radio español que obtuvo el Premio Ondas en 1958.

## Biografía
Nació en Los Santos de Maimona (Badajoz) en el año 1919 y participó en la guerra civil española luchando en la Batalla del Ebro en el bando republicano.
Su participación en la contienda le acarreó represalias posteriores, y pasaría largo tiempo en el campo de concentración de Burgo de Osma.
Posteriormente vivió en Orihuela, donde su padre ejercía de maestro nacional, y tuvo que trasladarse a Cullera para evitar las represalias de los vencedores de la contienda.
Empezó a trabajar vendiendo jabón de puerta en puerta, pero pronto su notable vocación creativa le abriría las puertas de Radio Valencia, donde llegaría a ser uno de los locutores más populares de su época.
Sus programas como "Festival de intérpretes" o el más conocido "En pos de la fama" fueron la cantera de figuras tan populares como el presentador Joaquín Prat, los cantantes Bruno Lomas y Jaime Morey y el pianista Joaquín Soriano. El rotundo éxito del programa "En pos de la fama" le hizo exportarlo a Madrid donde llenaba la Plaza de Toros de Las Ventas y se retransmitía por toda la cadena de emisoras de la SER.
Obtuvo el Premio Nacional Ondas de 1958 como reconocimiento a su trabajo de locutor de radio. Escribió varios libros, entre ellos "Radio cuentos" y "Objetivo Europa"
Su pasado republicano siempre le acarreó represalias, y nunca estuvo en nómina de los medios: en ellos colaboraba a base de comprar espacios radiofónicos que sufragaban sus anunciantes.
Posteriormente abandonó la radio y fue uno de los impulsores del sector turístico valenciano en los años 60 y 70. Fue el creador de la playa de Puebla de Farnals, pues tuvo la idea de generar playas de arena donde sólo había cantos rodados provenientes del cercano Río Palancia. 
Su famosa frase "a un pitillo de Valencia" es aún recordada como reclamo publicitario de contrastado éxito.
Su impulso y firme decisión consiguieron la creación de una zona turística donde antes nada había. Construyó el puerto deportivo de la citada localidad, y allí se celebrarían regatas nacionales del máximo nivel. Con la entrada de la democracia y forzado por la autoridad del entonces alcalde comunista, se vio obligado a renunciar a la ampliación del puerto.
El empecinamiento del alcalde comunista y la crisis inmobiliaria de los 80 hicieron que disminuyera su actividad inmobiliaria, y cesó en ella sin que ninguna de sus promociones quedara inacabada ni ninguno de sus clientes saliera perjudicado. 
Tras una intensa vida de creación e imaginación donde consiguió la mayor parte de lo que se propuso, falleció en Valencia en el año 1989 rodeado de su familia.
- Datos: Q5949815